# Chó Hovawart
Chó Hovawart là giống chó có kích cỡ từ trung bình đến lớn có nguồn gốc từ Đức. Tên của giống chó có nghĩa là "một con chó bảo vệ tài sản", đó là công việc chính yếu thường sử dụng giống chó này. Loài này có nguồn gốc từ khu vực Rừng Đen và được mô tả lần đầu bằng văn bản và tranh vẽ trong thời Trung cổ.

## Khác
Chó Hovawart hoạt động rất tốt trong các hoạt động tìm kiếm cứu nạn, truy dấu viết và các công việc khác dành cho chó. Những con cái thường có thân hình nhẹ hơn. Trong huấn luyện và đặc biệt là các công việc đòi hỏi sự vâng lời, các huấn luyện viên phải cố gắng làm cho tâm trí nó trở nên tích cực, tăng cường sự tích cực cho chúng toàn thời gian, chính vì vậy, giống chó miền núi này không được ưa thích vì chúng không làm hài lòng như nhiều giống chó làm việc khác: chúng luôn luôn cần một số động lực nhất định. Điều quan trọng, chó Hovawart chỉ làm việc với mọi người, nhưng không phải mục đích vì mọi người. Chúng có khả năng suy nghĩ và hành động độc lập. Chẳng hạn như bản năng bảo vệ của chúng, không đòi hỏi bất kỳ sự huấn luyện nào; nó là bản năng vốn có của chúng, vì đó cũng chính là mục đích kiến chúng được lai tạo. Hovawart có thể dễ dàng trở nên miễn cưỡng nếu việc huấn luyện chỉ được đặt trên nền tảng là các hình phạt.
Chủ sở hữu của một con chó giống Hovawart lý tưởng nên có kinh nghiệm trước đây trong việc sở hữu và đào tạo một con chó và như vậy, giống chó Hovawart thường không phải là giống chó thích hợp cho những người sở hữu một con chó lần đầu tiên.